# Thyopsella occidentalis
Thyopsella occidentalis är en kvalsterart som beskrevs av Cook 1959. Thyopsella occidentalis ingår i släktet Thyopsella och familjen Thyasidae. Inga underarter finns listade i Catalogue of Life.